# Antigonos III. Dósón
Antigonos III. Dósón (263 př. n. l. – 221 př. n. l.) byl makedonským králem z dynastie Antigonovců. Během své sotva desetileté vlády, od roku 229 př. n. l., obnovil makedonskou moc a hegemonii v Řecku, za což byl po právu oslavován jako její nový zakladatel. Jeho přízvisko patrně znamená „předávající vládu“.
Antigonos Dósón byl synem krále Kyrény, Démétria Sličného, a synovcem někdejšího makedonského panovníka Antigona II. Gonata. Když Démétrios II. zemřel v boji proti Dardánům, makedonská šlechta jmenovala Dósóna poručníkem a regentem za nezletilého Démétriova syna, pozdějšího Filipa V. Stalo se tak pravděpodobně proto, že Dósón byl jediný žijící mužský příbuzný dítěte. Přízně osudu, jež ho obdařila vládou, využil Dósón moudřeji a efektivněji, než kterýkoliv z jeho antigonovských předchůdců.
Postavení makedonského království bylo v této době nanejvýš kritické. Dósón proto nejprve zabezpečil severní hranici a provedl energická opatření k zajištění stability makedonského státu. Přitom prokázal své vojevůdcovské schopnosti úspěšným odražením dardánské invaze a následně potlačením povstání v Thesálii, jejíž obyvatelé se pokoušeli ve spojení s aitólským spolkem odpadnout od Makedonie. Díky těmto úspěchům byl Dósón makedonským vojskem v roce 227 př. n. l. prohlášen za krále. Současně se oženil s Démétriovou vdovou Fthíou (Chryseis), matkou Filipa, jehož adoptoval a uznal ho tím za svého nástupce. Ještě v témže roce se vypravil do maloasijské Kárie, jejímž dobytím posílil makedonský vliv v oblasti Egejského moře. Současně uzavřel spojenectví s Épeirem.
Na Peloponéském poloostrově zatím Sparta, vedená králem Kleomenem III., ohrožovala achajský spolek. Jeho vůdce, Arátos ze Sikyónu, jenž po dlouhou dobu vedl odpor Helénů proti makedonské dominanci, tudíž vyzval Dósóna k intervenci proti Spartě a aitólskému spolku. Po obsazení Korintu a Arkádie se Dósón v roce 224 př. n. l. ustavil do čela obnoveného helénského spolku, zahrnujícího Acháju, Bojótii, Euboiu, Akarnánii, Fókidu a Lokridu. V roce 222 př. n. l. se makedonské a achajské vojsko střetlo se Sparťany v bitvě u Sellasie. Kleomenés sice začlenil do spartského vojska i tisíce heilótů, nicméně ani tak nebyli Sparťané schopni čelit lépe vybavené a početně silnější armádě svých protivníků. Spartské síly byly přemoženy, načež Dósón jako první dobyvatel v historii obsadil Spartu. Makedonský král nyní kontroloval takřka celé Řecko. Nezávislost si zachoval pouze aitólský spolek a v této době už politicky bezvýznamné Athény. Mezitím, co Dósón válčil na Peloponésu, byla však Makedonie napadena Ilyry. Král proto urychleně vyrazil na sever, aby se vypořádal s touto novou hrozbou. Makedonské vojsko sice dosáhlo opět vítězství, avšak Dósón zemřel krátce poté, co mu při udělování rozkazů v boji zřejmě praskla srdeční tepna.